# ’Sigmond Elek

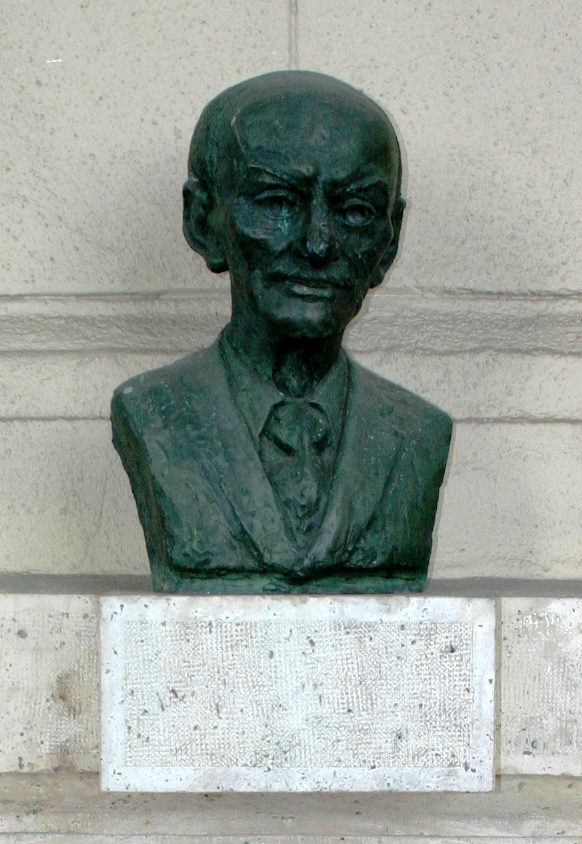
’Sigmond Elek mellszobra az FVM épülete előtt Budapesten

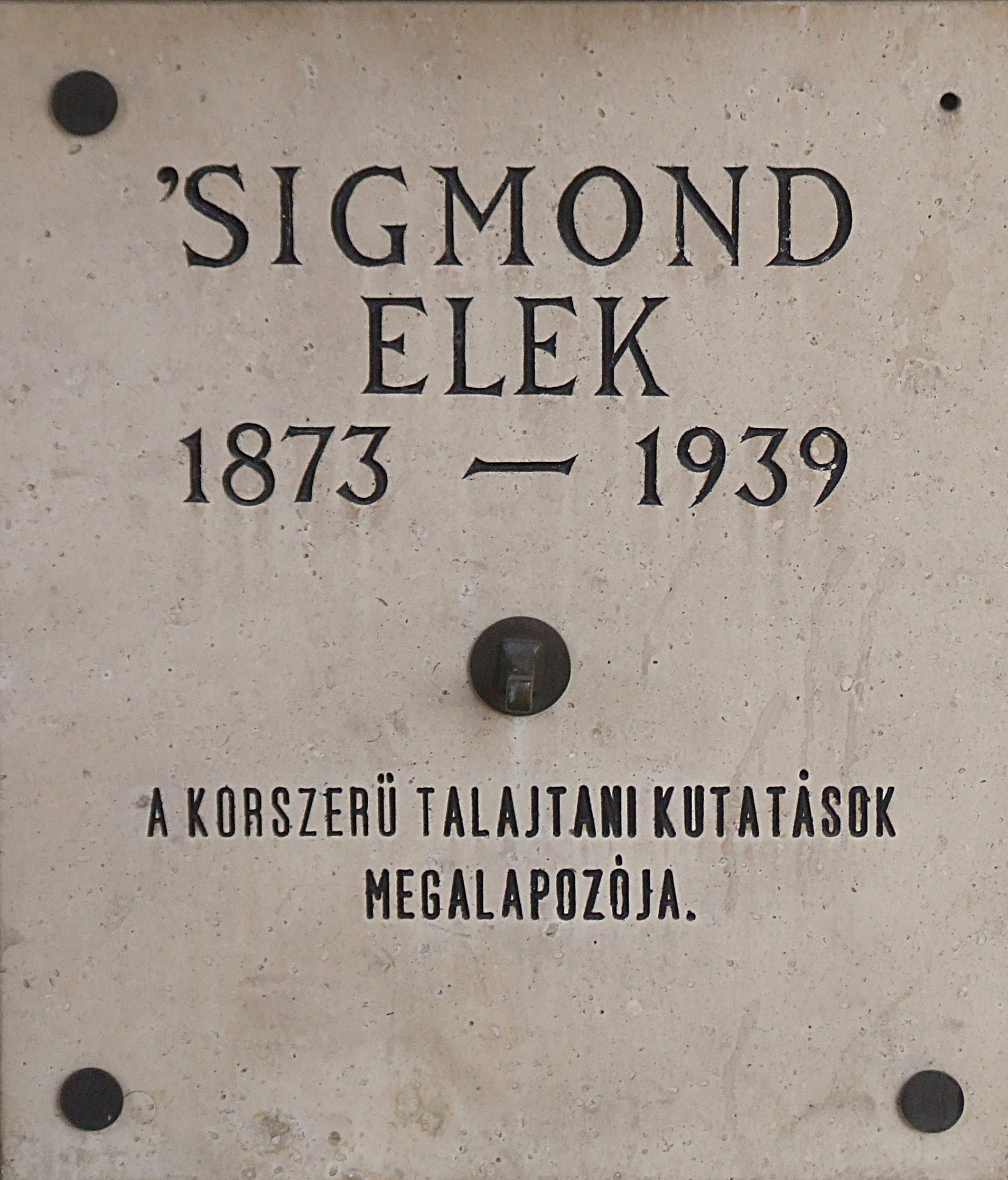
Emléktáblája
Kossuth Lajos tér 11.

Kisenyedi és alsószentmihályfalvi ’Sigmond Elek József Sándor (Kolozsvár, 1873. február 26. – Budapest, 1939. szeptember 30.) vegyészmérnök, az MTA tagja, a korszerű talajtani kutatások megalapozója Magyarországon.

## Élete, munkássága
A régi nemesi származású kisenyedi és alsószentmihályfalvi ’Sigmond családnak a sarja. Apja, ’Sigmond Dezső (1844–1906), szesztermelő nagyiparos, országgyűlési képviselő, anyja, csefalvai Csefalvay Elma (1841–1925) volt.
Édesapjának szeszfőzdéje és sörgyára volt Kolozsváron, illetve a városhoz közeli egeresi barnaszénbányákban is volt érdekeltsége. Apai nagyszülei ’Sigmond Elek (1810–1877) jogász és nagyiparos, és losádi Zudor Emília voltak. Anyai nagyszülei csefalvai Csefalvay Alajos (1804–1894), cs. és kir. lovassági százados, 1848-as honvédőrnagy, és losádi Zudor Zsuzsanna asszony voltak.
Tanulmányait a budapesti Műegyetemen végezte, ahol 1895-ben vegyészmérnöki oklevelet kapott, majd 1898-ban Kolozsváron a Ferenc József Tudományegyetemen doktorátust szerzett. Első munkahelye Nagybányán volt a Vegykémlő Hivatalban, ahol azonban csak rövid ideig maradt, mert Cserháti Sándor felkérésére 1899-ben elvállalta a Magyaróvári Magyar Királyi Gazdasági Akadémia mellett önállóan működő Országos Növénytermelési Kísérleti Állomás kísérleti laboratóriumának vezetését. Itt ismerkedett meg a talajkémia problémáival a kukorica és a dohány tápanyagfelvételének vizsgálata során. Vizsgálta továbbá a szikes talajok tulajdonságait, illetve az öntözés hatását a talajok szerkezetére. Kutatásairól számos publikációban számolt be, 1905-ben a mezőgazdasági kémia magántanára lett a budapesti tudományegyetemen. Állami ösztöndíjjal két éven át Franciaországban, Dániában és az Egyesült Államokban dolgozott és a mezőgazdasági tudományos intézeteket tanulmányozta. 1908-ban a budapesti Műegyetemen megalakított Mezőgazdasági-Kémiai Technológiai Tanszéket első professzorává nevezték ki.
Kezdeményezésére Budapesten tartották meg 1909-ben az első Nemzetközi Agrogeológiai Konferenciát. A nemzetközi Talajtani Társaság Bizottságának 25 éven keresztül elnöke volt. A Magyar Tudományos Akadémiának 1915-től levelező, 1925-től pedig rendes tagja volt. 1926-1934 között az Országos Kémiai Intézet igazgatója is volt. Tudományos munkásságának kiemelkedőbb eredményei: új kémiai módszer a talajban előforduló asszimilálható foszforsav meghatározására, vizsgálatok a talaj foszforsav-szükségletének megállapítására, továbbá a szikes talajok kialakulásának és megjavításának kérdései. Ez utóbbi képezi munkásságának legkiemelkedőbb, hazai mezőgazdaságunk számára is igen fontos részét.
1939. szeptember 30-án hunyt el Budapesten tüdőgümőkór következtében. 

## Házassága és leszármazottjai
1910. január 8-án Budapesten feleségül vette nemes Hajnik Erzsébet Jolánta Mária (Budapest, 1880. július 12.– Budapest, 1920. augusztus 23.) kisasszonyt, akinek a szülei nemes Hajnik Imre (1840–1902) miniszteri tanácsos, jogtudós, jogtörténész, oklevélkutató, a Magyar Tudományos Akadémia tagja és Heinrich Mária (1856–1904) úrnő voltak.Frigyükből született:
- ’Sigmond László.
- ’Sigmond Andor.

## Művei
- Mezőgazdasági chemia. Bp., 1904. 292 lap.
- A mezőgazdasági növények legfontosabb tápláló anyagai. Bp., 1910. TK. 36 lap.
- A talajvizsgálat mechanikai és fizikai módszerei. Bp., 1916. 61 lap.
- A hazai szikesek és megjavítási módjuk. Bp., 1923. 303 lap.
- Hungarian Alkali Soils and Methods of their Reclamation. Berkeley, 1927. 156 lap.
- A Magyar Tudományos Akadémia és a mezőgazdasági tudományok, Budapest, 1928.
- A mezőgazdasági növények termelési tényezői. Bp., 1930. 187 lap. (Szent István Könyvek)
- Általános talajtan. Bp., 1934. 696 lap. angolul: The Principles of Soil Science. London, 1938.

## Díja
- Corvin-koszorú (1930)

## Emlékezete
1956-ban alapította a Magyar Élelmezésipari Tudományos Egyesület az évenként kiosztásra kerülő Sigmond Elek-emlékérmet.
Mellszobra a Földművelésügyi és Vidékfejlesztési Minisztérium árkádja alatt található Budapesten.